# Carmo (platenlabel)
Carmo is een platenlabel gewijd aan de muziek van de Braziliaanse gitarist Egberto Gismonti en stijlgenoten. 
Het label is gelieerd aan ECM Records te München, zodat de albums ook buiten Brazilië verkrijgbaar zijn. Er verschijnen maar mondjesmaat albums op het label. Vanaf begin jaren negentig verschenen er 16 (stand 2009).

## Albums
- Carmo 11: Délia Fisher: Antonio
- Carmo 12: Ernesto Snajer, Palle Windfelt: Guitarreros